# Elskovsleg (film fra 1914)
 For alternative betydninger, se Elskovsleg. (Se også artikler, som begynder med Elskovsleg)
Elskovsleg er en dansk stumfilm fra 1914, der er instrueret af Holger-Madsen og August Blom efter manuskript af Arthur Schnitzler.

## Handling
Denne artikel mangler et handlingsreferat. Hjælp os med at skrive det.

## Medvirkende
- Valdemar Psilander - Fritz Lobheimer
- Holger Reenberg - Theodor Kaiser, Fritz' ven
- Christel Holch - Christine
- Frederik Jacobsen - Violonist Weiring, Christines far
- Johanne Fritz-Petersen - Mizzi Schlager, Christines veninde
- Carl Lauritzen - Fabrikant Emil Schroll
- Augusta Blad - Fru Adele Schroll
- Carl Alstrup
- Oluf Billesborg
- Carl Schenstrøm - Døden
- Birger von Cotta-Schønberg
- Ingeborg Olsen
- Maja Bjerre-Lind